# 1838 na ciência

## Eventos
- Observação ou predição do elemento químico Lantânio[1]

## Nascimentos
| Data        | Nome             | Profissão           | Nacionalidade                         | Observações | Ref                                 |
| ----------- | ---------------- | ------------------- | ------------------------------------- | --- | ----------------------------------- |
| 12 de março | William Perkin   | químico             | Reino Unido da Grã-Bretanha e Irlanda | m. 1907 Medalha Real 1879 Prémio Longstaff 1888 Medalha Davy 1889 Medalha Alberto da Royal Society of Arts 1890 Medalha Perkin 1906 Medalha August Wilhelm von Hofmann 1906 Medalha Lavoisier (SCF) 1906 | [ 2 ] [ 3 ] [ 4 ] [ 5 ] [ 6 ] [ 7 ] |
| 20 de março | Ferdinand Zirkel | geólogo e petrólogo | Reino da Prússia                      | m. 1912 Medalha Wollaston 1898 Medalha Cothenius 1899 | [ 8 ] [ 9 ]                         |

## Mortes
| Data | Nome | Profissão | Nacionalidade | Observações | Ref |
| ---- | ---- | --------- | ------------- | ----------- | --- |

## Prémios
Medalha Copley
- Carl Friedrich Gauss[10] e Michael Faraday[10]